# Trương Kế Khoa
Trương Kế Khoa (Giản thể: 张继科; Phồn thể: 張繼科; Bính âm: Zhāng Jìkē; sinh ngày 16 tháng 2 năm 1988) là một vận động viên bóng bàn người Trung Quốc.
Sau khi giành Huy chương vàng nội dung đơn nam tại Thế vận hội Luân Đôn 2012, Trương Kế Khoa trở thành tay vợt nam thứ tư trong lịch sử bóng bàn có được Grand Slam trong sự nghiệp. Anh làm được điều này sau Jan-Ove Waldner (năm 1992), Lưu Quốc Lượng (năm 1999), và Khổng Lệnh Huy (năm 2000). Trương Kế Khoa là tay vợt giành Grand Slam nhanh nhất lịch sử chỉ sau 445 ngày. Anh liên tiếp vô địch WTTC 2011, World Cup 2011 và sau đó là Thế vận hội Luân Đôn 2012. Sau Grand Slam đầu tiên, Trương Kế Khoa đăng quang WTTC 2013 và World Cup 2014, qua đó trở thành tay vợt có cơ hội gần nhất sở hữu Grand Slam thứ hai trong sự nghiệp. Trương Kế Khoa là một trong ba tay vợt nam nắm giữ nhiều danh hiệu lớn nhất lịch sử, với năm danh hiệu. Anh cũng là người duy nhất từng chinh phục thành công năm giải đấu lớn liên tiếp.

## Xuất thân
Trương Kế Khoa sinh ngày 16 tháng 2 năm 1988, tại Thanh Đảo, tỉnh Sơn Đông, có cha là ông Trương Truyền Minh và mẹ là bà Từ Tích Anh. Cha ông là một huấn luyện viên bóng bàn. Tên của Trương Kế Khoa được đặt theo tên huấn luyện viên bóng đá người Brasil Zico.
Theo lời kể của ông Trương Truyền Minh, lần đầu tiên Trương Kế Khoa chơi bóng bàn là vào ngày 5 tháng 3 năm 1992, khi mới 4 tuổi.

## Sự nghiệp
Năm 2011, Trương Kế Khoa lần đầu thi đấu đơn nam tại WTTC và giành được Huy chương vàng khi đánh bại Joo-Sae Hyuk, Vương Lệ Cần, Timo Boll và Vương Hạo. Anh xé áo ăn mừng hoành tráng sau khi chiến thắng trận chung kết. Vài tháng sau, Trương Kế Khoa tiếp tục vô địch World Cup 2011 khi đánh bại Joo-Sae Hyuk 4–1 và Vương Hạo 4–2 trong trận đấu cuối cùng. Sau điểm thi đấu kết thúc, anh cởi áo ném tặng khán giả và cảm ơn sự ủng hộ của họ. Trong Thế vận hội Luân Đôn 2012, Trương Kế Khoa đã chơi một trận đấu tuyệt vời trước huyền thoại châu Âu Vladimir Samsonov khi bị dẫn 2–3 nhưng rồi vẫn lội ngược dòng và giành chiến thắng. Ở trận bán kết, anh đánh bại Dimitrij Ovtcharov với tỷ số 4–1. Trương Kế Khoa gặp lại đồng đội Vương Hạo tại trận chung kết. Lần này, anh chứng tỏ sức mạnh vượt trội, lấn lướt hoàn toàn đối thủ. Với chiến thắng trước Vương Hạo, Trương Kế Khoa có được Grand Slam đầu tiên trong sự nghiệp. Anh cũng giành được Huy chương vàng nội dung đồng đội nhưng đã để thua Timo Boll trong trận bán kết với tuyển Đức. Cuối năm đó, Trương Kế Khoa thắng Mã Long 4–3 trong trận chung kết Slovakia Open.
Năm 2013, Trương Kế Khoa có một khởi đầu tồi tệ sau khi để thua Trần Kiến An tại Á Vận Hội. Tiếp đó, anh một lần nữa chứng minh sự bất bại của mình tại WTTC. Trương Kế Khoa chinh phục thành công Huy chương vàng sau khi đánh bại Phàn Chấn Đông, Robert Gardos, Gustavo Tsuboi, Patrick Baum, Hứa Hân và Vương Hạo trong trận chung kết. Lần này, Trương Kế Khoa ăn mừng bằng cách nhảy qua rào chắn và chạy về phía cha mẹ mình. Cùng năm, anh đánh bại Mã Long 4–1 trong trận chung kết Kuwait Open.
Năm 2014, Trương Kế Khoa vô địch World Cup tại Düsseldorf, Đức khi vượt qua Timo Boll trong trận bán kết và Mã Long trong trận chung kết với tỷ số 4–3. Anh được đánh giá rất cao với cú vẫy cổ tay trái của mình khi điểm số đang là 10 đều rồi thắng tiếp điểm giao bóng để giành Huy chương vàng.
Tại WTTC 2015, Trương Kế Khoa để thua Phương Bác 1–4, nhưng vẫn có Huy chương vàng nội dung đôi nam với người đồng đội Hứa Hân. Tháng 8 cùng năm, anh gây thất vọng khi bị Stefen Fegerl người Áo đánh bại trong trận bán kết đơn nam của giải Polish Open. Trương Kế Khoa lại thua Mã Long với tỷ số 3–4 trong trận chung kết giải German Open mặc dù giành được một điểm quyết định trong ván thứ 6.
Năm 2016, Trương Kế Khoa giành chiến thắng dễ dàng 4–1 trước Mã Long trong trận chung kết Kuwait Open. Tại Thế vận hội Rio, anh đánh bại Koki Niwa trong trận tứ kết và Vladimir Samsonov trong trận bán kết. Ở trận đấu cuối cùng, Trương Kế Khoa thảm bại trước Mã Long với tỉ số 0–4.
Năm 2017, tại Asian Championships, Trương Kế Khoa đánh bại Oshima Yuya và Lâm Cao Viễn trước khi giành Huy chương đồng. Tại WTTC ở Düsseldorf, Đức, anh dừng bước trước Lee Sangsu của Hàn Quốc với tỷ số 1–4. Trương Kế Khoa đã không thể chơi hết khả năng vì vừa phải điều trị chấn thương hông vào tháng trước đó. Ở giải China Open diễn ra một tháng sau, anh không thể thi đấu tiếp và đành nhận thua đối thủ Yoshida Masaki vì lại bị chấn thương hông hành hạ. Sau năm tháng vắng bóng, Trương Kế Khoa mới tiếp tục trở lại các giải đấu World Tour. Anh tham gia German Open và để thua Tiago Apolonia 1–4. Vì vắng mặt tại World Tour, Trương Kế Khoa tụt xuống hạng 176 thế giới. 6 tháng sau, anh tham gia World Tour 2018. Lần đầu tiên Trương Kế Khoa để thua Yoshimura Maharu 3–4 ở Hong Kong Open vì là trận trở lại sau một thời gian dài nghỉ thi đấu. Cuối năm đó tại China Open, anh dễ dàng vượt qua Aruna Quadri nhưng phải chịu khuất phục trước tốc độ của Harimoto Tomokazu. Tại Japan Open, Trương Kế Khoa lấy lại phong độ, lần lượt đánh bại Lâm Quân Nho, Jonathan Groth, Lương Tĩnh Côn và Ueda Jin. Nhưng không may, anh lại dính chấn thương lưng khi thi đấu với Harimoto ở trận chung kết và thua 3–4 trong một trận đấu sít sao. Tuy nhiên, Trương Kế Khoa vẫn thăng hạng 71 thế giới chỉ trong vòng một tháng. Hai tháng sau, tại Asia-Euro Championships, anh chứng minh rằng mình vẫn giữ được phong độ khi đánh bại Bastian Steger và Jonathan Groth.

## Trang bị và lối chơi
Trương Kế Khoa được hãng Butterfly tài trợ trang bị thi đấu. Anh sử dụng cốt vợt Butterfly Viscara, mặt vợt Butterfly Tenergy 80 (đỏ) cho trái tay và DHS Hurricane 3 Neo National mút xanh (đen) cho thuận tay.
Trương Kế Khoa là một tay vợt ngang, tấn công hai phía, sử dụng kết hợp các đòn đánh xoáy lên, đối công và giật bóng. Anh dùng mút xanh dương cứng hơn cho mặt H3 Neo để đem lại hiệu quả tối đa cho các pha công bóng. Trương Kế Khoa luôn giữ trọng tâm rất thấp và vô cùng nhanh nhẹn với đôi chân của mình. Trong tất cả thành viên của đội tuyển bóng bàn Trung Quốc, anh được biết đến là người có kỹ thuật trái tay tốt nhất và thường xuyên áp dụng chúng ở các góc thuận tay, đặc biệt là khi trả những quả giao bóng hoặc gò bóng xoáy xuống nặng. Trương Kế Khoa cũng được nhiều người công nhận là tay vợt có cú vẫy cổ tay trái trên bàn hay nhất thế giới.
Khi mới tham gia đội tuyển quốc gia, các huấn luyện viên đã có phần e ngại về kỹ thuật phải tay của Trương Kế Khoa và nghĩ đến việc cải biến nó hoàn toàn. Nhưng Xiao Zhan, huấn luyện viên cá nhân lúc đó của Trương Kế Khoa, đã nhận thấy khả năng bùng nổ trong kỹ thuật trái cũng như phải tay của anh và quyết định giữ chúng lại. Kĩ năng định hướng xoáy của Trương Kế Khoa đem lại cho anh lợi thế bóng xoáy lên trước các đối thủ.
Trương Kế Khoa có những pha giao bóng không thể đọc trước và rất dễ khiến đối thủ mắc lừa. Cú giao bóng nổi tiếng nhất của anh có lẽ là giao bóng ngắn kiểu con lắc nghịch vào cả hai góc bàn. Hiệu ứng xoáy ngang trong quả giao bóng đi kèm kỹ thuật vẫy cổ tay trái, bộ pháp trên mức trung bình và khả năng phán đoán thượng hạng của Trương Kế Khoa, đã được chứng minh là một sự kết hợp lý tưởng khi giúp Trương Kế Khoa có khả năng "mở ra" những đợt tấn công xoáy lên có lợi cho mình.
Điều đáng chú ý là Trương Kế Khoa luôn lèo lái trận đấu theo lối đánh trái tay khi đối đầu với những tay vợt thuận tay đáng gờm như Mã Long hay Phàn Chấn Đông. Anh sẽ giữ đối thủ ở góc bàn trái tay của họ và cố giành điểm bằng các pha chặn bóng dọc biên mỗi khi đối thủ phải di chuyển xung quanh để tung ra một cú giật thuận tay; hoặc chỉ để gây áp lực khiến đối thủ có những lựa chọn trả bóng tồi hay phạm những lỗi không đáng có.
Một trong những năng lực đáng giá nhất của Trương Kế Khoa là sức mạnh tinh thần. Khả năng giành các điểm quan trọng dưới áp lực đè nặng trong các giải đấu tầm cỡ của Trương Kế Khoa là điều có thể dễ dàng quan sát.
Năm 2014, Trương Kế Khoa tụt xuống hạng 5 thế giới do liên tiếp vắng mặt tại các giải đấu World Tour và thường xuyên không có danh hiệu. Huấn luyện viên trưởng Lưu Quốc Lượng đã chỉ trích những thiếu sót của anh trong việc tập trung và phát triển kỹ thuật. Tuy nhiên, Trương Kế Khoa vẫn dẫn dắt đội bóng quê hương Sơn Đông giành ngôi vị quán quân tại Chinese Table Tennis Super League 2014, đồng thời một lần nữa vô địch World Cup vào tháng 10 cùng năm. Tiền thưởng cho chức vô địch World Cup trị giá 45.000 đô la Mỹ, được coi như tiền phạt vì hành động phá hoại các tấm chắn trong lễ trao giải của Trương Kế Khoa, theo như chính anh đề xuất. Số tiền này sau đó được dùng cho giải Fair Play.

## Đời tư
Trương Kế Khoa có bạn gái từ năm 2018 là Cảnh Điềm, nhưng đã chia tay một năm sau đó. Đầu tháng 4 năm 2023, xảy ra sự cố phát tán video nhạy cảm của bạn gái cũ Cảnh Điềm nên từ tháng 5 năm 2023, các cơ quan quản lý nghệ thuật Trung Quốc đã cấm phát sóng hình ảnh của Trương Kế Khoa.
Tháng 5 năm 2024, Trương Kế Khoa công bố có bạn gái mới và cả hai dự định sẽ tiến tới hôn nhân vào cuối năm 2024.
Bên cạnh đó, Trương Kế Khoa còn bị điều tra vì hành vi đánh bạc, vay nặng lãi.

## Thành tích thi đấu
Đơn nam (cho tới ngày 1 tháng 5 năm 2015)
- Olympic: Vô địch (2012); Á quân (2016).
- World Championships: Vô địch (2011, 13).
- World Cup: Vô địch (2011, 14); Á quân (2010).
- Pro Tour Vô địch (6): China Open, Suzhou (2010); German Open (2011); Korean Open (2012), Slovenian Open (2012), Kuwait Open (2013).Kuwait open(2016) Á quân (4): Qatar Open (2010); China Open, Suzhou (2011); Austrian Open (2011); Japan Open(2018)
- Pro Tour Grand Finals: Á quân (2011); SF (2009).
- Asian Championships: Á quân (2009, 12).
- Asian Cup: Vô địch (2010).

Đôi nam
- World Championships: Vô địch (2015).
- Pro Tour Vô địch (6): Kuwait Open 2010; Slovenian, English, UAE, German, China (Suzhou) Open 2011. Á quân (7): Kuwait, Qatar Open 2008; China (Suzhou) Open 2009; German Open 2010; Qatar, China (Shenzen), Austrian Open 2011.
- Pro Tour Grand Finals: Vô địch (2011).
- Asian Games: Vô địch (2010, 14).

Đôi nam nữ
- World Championships: Á quân (2009).
- Asian Games: QF (2010).
- Asian Championships: Á quân (2009).